# 柿沼紫乃
柿沼 紫乃（かきぬま しの、1965年10月27日 - ）は、日本の女性声優、ナレーター。東京都世田谷区出身。青二プロダクション所属。

## 略歴
父は変人で母は変わり者だったという。
子供の頃からバレーを習っていた。国立音楽大学付属高等学校卒業。当時はピアノ、クラリネット、フレンチホルン、ヴァイオリンを学び、音楽家を目指していた。その頃、色々芝居を観ており当初は宝塚が好きだった。古川登志夫作・演出の舞台『麒麟』を観て「舞台女優になりたい」と思い、劇団青杜の入団を決めた。しかし、父は「よし、お父さんが、どんな劇団か調べてやろうねぇ……」と思っていたが、数日後に父は「いいんじゃない、ただ自分でやりたいと思ったその志は最後まで持続しなさい」と拍子抜けるような感じだった。劇団青杜の座長だった古川は「調べたら反対する筈だから本当は調べなかったんじゃねえか?」と言っていたが、柿沼は後で訊いたところなんのことはなかった。父は当時、古川がパンチ役で出演していた『白バイ野郎ジョン&パンチ』シリーズが好きで見ていていた。17歳から募集だった劇団青杜で「もうすぐ17歳になるから」と年号をいつわって16歳で劇団青杜に入団。多くの舞台で主演を務めている一方、ラジオパーソナリティー、リポーターとしても活動。その後、青二プロダクションに所属して声優としての活動を始める。

## 人物・エピソード
劇団青杜の主宰者である声優の古川登志夫とは、1991年頃に結婚した。
『美少女戦士セーラームーン』では、月野うさぎの親友・大阪なる役を担当。ダーク・キングダム四天王の一人であるネフライトとの間に恋が芽生えるという原作にはないオリジナルの物語が展開されるが、第24話でネフライトは、同じく四天王の一人であるゾイサイトの配下が放った攻撃からなるを守ろうとして致命傷を負ってしまう。死期を悟ったネフライトは、なるを騙し続けていたことを詫び、出会えたことを感謝しながら絶命する。柿沼はこの場面のアフレコで、役に入り込みすぎたために大泣きしてしまい、セリフが言えなくなって何度もNGを出し、ネフライトを演じていた森功至とスタッフに大変迷惑を掛けてしまったと語っている。これについてネフライト役の森は「ネフライトの最期の所は、なるを演じている柿沼さんがセリフを言えなくなるほど人物に入れ込んでくれたので、役者冥利に尽きる感じです」と高く評価している。このエピソードは、2020年12月5日に放送された『発表!全美少女戦士セーラームーンアニメ大投票』（NHK BSプレミアム）の「あなたの好きなエピソード」の部門で第3位に選ばれ、うさぎ役の三石琴乃は「アフレコしながらみんな泣いてました」と同番組で当時を振り返っている。
資格・免許は普通自動車免許。趣味は海外旅行、ドライブ、釣り、ジオラマ製作。特技はピアノ演奏。
音域はA - H(B)。

## 出演

### テレビアニメ
1985年
- うる星やつら
- 星銃士ビスマルク

1986年
- がんばれ!キッカーズ（古賀信介）
- めぞん一刻

1987年
- ゲゲゲの鬼太郎（第3作）（女教師）
- レディレディ!! / ハロー!レディリン（1987年 - 1988年、ジル、ペギー） - 2シリーズ

1989年
- 魔法使いサリー（1989年版）（1989年 - 1991年、すず子、早苗）

1990年
- かりあげクン（牧村）
- キテレツ大百科（女の子A）

1991年
- きんぎょ注意報!（加藤智恵子）
- トラップ一家物語（エリザベート、男の子）

1992年
- クッキングパパ（芹沢マリ、小山）
- 美少女戦士セーラームーンシリーズ（1992年 - 1995年、大阪なる） - 4シリーズ
- ママは小学4年生（高島家清子）

1994年
- ツヨシしっかりしなさい（ユッコ）
- ママレード・ボーイ（桃井亮子）※49話のみ、浦和めぐみの代役

1995年
- 爆れつハンター（女の子）

1996年
- ゲゲゲの鬼太郎（第4作）（静子）
- 少年サンタの大冒険!（トゥエニー）

2000年
- 金田一少年の事件簿（相田桃子）

2004年
- あたしンち（受付）
- 小さい潜水艦に恋をしたでかすぎるクジラの話（クジラB子）

2006年
- ケモノヅメ（柿の木利江）

2013年
- トリコ×ONE PIECE×ドラゴンボールZ 超コラボスペシャル!!（ビーデル）

2014年
- ドラゴンボール改（2014年 - 2015年、ビーデル、パン）
- 蟲師 続章（郁）

2015年
- ONE PIECE（2015年 - 2023年、ギムレット、お鶴）

2016年
- 美少女戦士セーラームーンCrystal（土萠蛍子）

2019年
- ゲゲゲの鬼太郎（第6作）（お雛）

2022年
- うる星やつら (2022)（2022年 - 2023年、猫食堂のおばちゃん）

2023年
- ちびまる子ちゃん（主婦C）

2024年
- アサティール2 未来の昔ばなし（ウッム・ファルハーン）

### 劇場アニメ
- スペシャルプレゼント 亜美ちゃんの初恋 美少女戦士セーラームーンSuperS 外伝（1995年、大阪なる）

### OVA
1988年
- 銀河英雄伝説

1990年
- となりのトコロ（キジ）
- BE-BOP-HIGHSCHOOL（1990年 - 1998年、智美）
- 変幻退魔夜行 カルラ舞う! -仙台小芥子怨歌-（世津子）

1992年
- ダウンロード 南無阿弥陀仏は愛の詩（ヨーコ）

1993年
- POPS（奈津美）
- マーガレットVIDEO POPS R.Ikuemi（奈津美）

2002年
- END of the WORLD（一美）

### Webアニメ
- ULTRAMAN（2023年、早田由利子）
- 悪魔くん（2023年、ちゅーすけ、ヒナの母、工藤さとみ）

### ゲーム
- ルイン 神の遺産（1993年、シャロル）
- 美少女戦士セーラームーン（PCエンジン版）（1994年、大阪なる）
- 麻雀ハイパーリアクションR（1996年、大月かおる）
- YAIBA: NINJA GAIDEN Z（2014年、紅葉）
- 英雄伝説 空の軌跡 FC Evolution（2015年、テレサ院長[19]）

### 吹き替え
- バービーのラプンツェル_魔法の絵ふでの物語（ロレーナ）

### ラジオ
- 忌野清志郎の夜をぶっとばせ
- What's in?

### CD
- ありす・イン・サイバーランド（高杉かおり）
- CDドラマコレクションズ 三國志（仁姫）
- アニメCD「テイルズ オブ エターニア」（アレンデ姫、アナ）
- CDドラマ「ロードス島戦記」（エレーナ）
- オーディオブック「銀河英雄伝説 ユリアンのイゼルローン日記」（ポプランの女）

### テレビ番組
- 志村X天国
- 新伍&紳助のあぶない話（ナレーション）
- 爆笑問題のバク天!（バク天くん）
- モグモグGOMBO（ゴンボくん）

### CM
- CMナレーション多数[2]